# HD 152527
HD 152527，又名CP-5210333，SAO 244285、HR 6275，是一颗恒星，视星等为5.94，位于銀經335.55，銀緯-5.68，其B1900.0坐标为赤經16h 48m 36.8s，赤緯-52° -5.68′ 16″。